# La influencia
Pour plus de détails, voir Fiche technique et Distribution.
La influencia est un long métrage espagnol réalisé par Pedro Aguilera et coproduit Carlos Reygadas.
C'est une œuvre austère influencée par Jeanne Dielman, 23, quai du commerce, 1080 Bruxelles de Chantal Akerman et L’argent de Robert Bresson, présentée au Festival de Cannes 2007 où elle est sélectionnée dans la section de la Quinzaine des réalisateurs. À Bruxelles, La influencia remporte le Prix de l'Âge d'or 2007. Le film est également en compétition au Festival international du film de Thessalonique.
La influencia est sorti en Espagne le 24 mai 2007, en France le 23 avril 2008 et au Mexique le 27 juin 2008.

## Fiche technique
- Titre : La influencia
- Réalisation : Pedro Aguilera
- Scénario : Pedro Aguilera
- Photographie : Arnau Valls Colomer
- Montage : Pedro Aguilera et Javier García de Léon
- Production : Pedro Aguilera, José María Lara et Jaime Romandia
- Société de production : Mantarraya Producciones, No Dream Cinema et Alokatu
- Pays :  Espagne et  Mexique
- Genre : Drame
- Durée : 84 minutes
- Dates de sortie : 
  -  Espagne : 20 juillet 2007
  -  France : 23 avril 2008

## Distribution
- Casilda Aguilera
- Claudia Bertorelli
- Jimena Jiménez
- Romeo Manzanedo
- Álvaro Moltó
- Paloma Morales : Sra Rivero
- Gustavo Prins